# 인어 (일본 요괴)

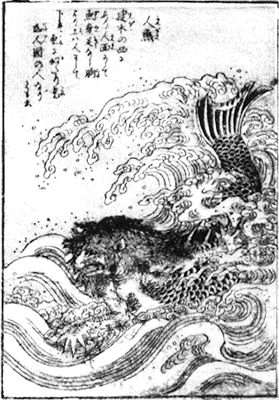
도리야마 세이켄이 그린 인어

인어(일본어: 人魚 닌교[*])는 일본 민속 문화에서 등장하는 물고기의 모습을 한 요괴의 일종이다. 옛날부터 입은 원숭이의 것과 같이 생겼고, 작은 이는 물고기의 것과 같으며, 몸에서는 금빛 비늘이 번쩍이고 있었다고 전해진다. 또한 소곤거리는 목소리는 종달새와 같다고 여겨졌고, 육질은 부드러운 맛을 내며, 장수에 도움이 된다고 여겨졌으나, 인어를 잡는 사람에게는 폭풍과 재앙을 불러온다고 여겨져, 인어를 잡은 어부는 도로 바다에 놓아주었다고 한다. 해변에 밀려든 인어는 전쟁이나 재앙의 징조로 여겨졌다.

## 일본 문화 속의 인어
- 도쿄의 국립민족학박물관에는 인어의 모조 박제가 있다.[1][2]
- 오키나와 제도의 류큐인들은 인어를 먹은 이에게 불행이 찾아온다고 믿었다. 류큐인들은 듀공도 먹지 않았다.
- 미야자키 하야오의 애니메이션 벼랑 위의 포뇨에서 인어는 사람의 얼굴을 한 물고기로 그려졌다.
- 천장전대 고세이저에 등장하는 악역 중 "인어의 조곤"의 생김새가 인어에서 유래하였다.

## 같이 보기
- 인어

## 인용
- Mizuki, Shigeru (2004). 《Mujara 5》. Japan: Soft Garage. 49쪽. ISBN 4861330270.
- Mizuki, Shigeru (2001). 《Mizuki Shigeru No Nihon Yōkai Meguri》. Japan: JTB. 90–91쪽. ISBN 4533039561.